# Fiorella Alderighi
Fiorella Alderighi, coniugata Guidoni (Milano, 20 aprile 1944), è un'ex cestista italiana.

## Carriera
Con l'Italia ha disputato cinque edizioni dei Campionati europei (1964, 1966, 1968, 1970, 1972).